# Brenouille
Brenouille és un municipi francès, situat al departament de l'Oise i a la regió dels Alts de França. L'any 2007 tenia 2.163 habitants.

## Demografia

### Població
El 2007 la població de fet de Brenouille era de 2.163 persones. Hi havia 720 famílies de les quals 103 eren unipersonals (43 homes vivint sols i 60 dones vivint soles), 186 parelles sense fills, 374 parelles amb fills i 57 famílies monoparentals amb fills.
La població ha evolucionat segons el següent gràfic:
Habitants censats

### Habitatges
El 2007 hi havia 753 habitatges, 733 eren l'habitatge principal de la família, 5 eren segones residències i 15 estaven desocupats. 634 eren cases i 114 eren apartaments. Dels 733 habitatges principals, 555 estaven ocupats pels seus propietaris, 169 estaven llogats i ocupats pels llogaters i 8 estaven cedits a títol gratuït; 19 tenien una cambra, 34 en tenien dues, 81 en tenien tres, 209 en tenien quatre i 390 en tenien cinc o més. 605 habitatges disposaven pel capbaix d'una plaça de pàrquing. A 280 habitatges hi havia un automòbil i a 413 n'hi havia dos o més.

### Piràmide de població
La piràmide de població per edats i sexe el 2009 era:
| Homes | Edats   | Dones |
| ----- | ------- | ----- |
| 0     | 95 o +  | 0     |
| 0     | 90 a 94 | 0     |
| 4     | 85 a 89 | 4     |
| 8     | 80 a 84 | 12    |
| 12    | 75 a 79 | 20    |
| 12    | 70 a 74 | 4     |
| 0     | 65 a 69 | 4     |
| 28    | 60 a 64 | 28    |
| 44    | 55 a 59 | 24    |
| 112   | 50 a 54 | 68    |
| 108   | 45 a 49 | 128   |
| 92    | 40 a 44 | 108   |
| 72    | 35 a 39 | 108   |
| 100   | 30 a 34 | 84    |
| 60    | 25 a 29 | 48    |
| 52    | 20 a 24 | 68    |
| 128   | 15 a 19 | 128   |
| 140   | 10 a 14 | 80    |
| 96    | 5 a 9   | 108   |
| 80    | 0 a 4   | 52    |

## Economia
El 2007 la població en edat de treballar era de 1.574 persones, 1.173 eren actives i 401 eren inactives. De les 1.173 persones actives 1.086 estaven ocupades (592 homes i 494 dones) i 87 estaven aturades (42 homes i 45 dones). De les 401 persones inactives 85 estaven jubilades, 193 estaven estudiant i 123 estaven classificades com a «altres inactius».

### Ingressos
El 2009 a Brenouille hi havia 717 unitats fiscals que integraven 2.104 persones, la mediana anual d'ingressos fiscals per persona era de 20.497 €.

### Activitats econòmiques
Dels 51 establiments que hi havia el 2007, 1 era d'una empresa extractiva, 3 d'empreses alimentàries, 7 d'empreses de fabricació d'altres productes industrials, 8 d'empreses de construcció, 6 d'empreses de comerç i reparació d'automòbils, 6 d'empreses de transport, 1 d'una empresa d'hostatgeria i restauració, 3 d'empreses immobiliàries, 8 d'empreses de serveis, 6 d'entitats de l'administració pública i 2 d'empreses classificades com a «altres activitats de serveis».
Dels 10 establiments de servei als particulars que hi havia el 2009, 1 era una gendarmeria, 2 paletes, 2 guixaires pintors, 1 fusteria, 2 lampisteries, 1 perruqueria i 1 restaurant.
Dels 2 establiments comercials que hi havia el 2009, 1 era una botiga de més de 120 m² i 1 una botiga de menys de 120 m².

## Equipaments sanitaris i escolars
L'únic equipament sanitari que hi havia el 2009 era una farmàcia.
El 2009 hi havia 1 escola maternal i 1 escola elemental. Brenouille disposava d'un col·legi d'educació secundària amb 491 alumnes.

## Poblacions més properes
El següent diagrama mostra les poblacions més properes.